# Aina Berg
Aina Berg (Göteborg, 7 gennaio 1902 – Göteborg, 7 ottobre 1992) è stata una nuotatrice svedese, specializzata nello stile libero.

## Palmarès
- Giochi olimpici

Anversa 1920: bronzo nella staffetta 4x100 metri stile libero.
Parigi 1924: bronzo nella staffetta 4x100 metri stile libero.